# カスティーリャ人

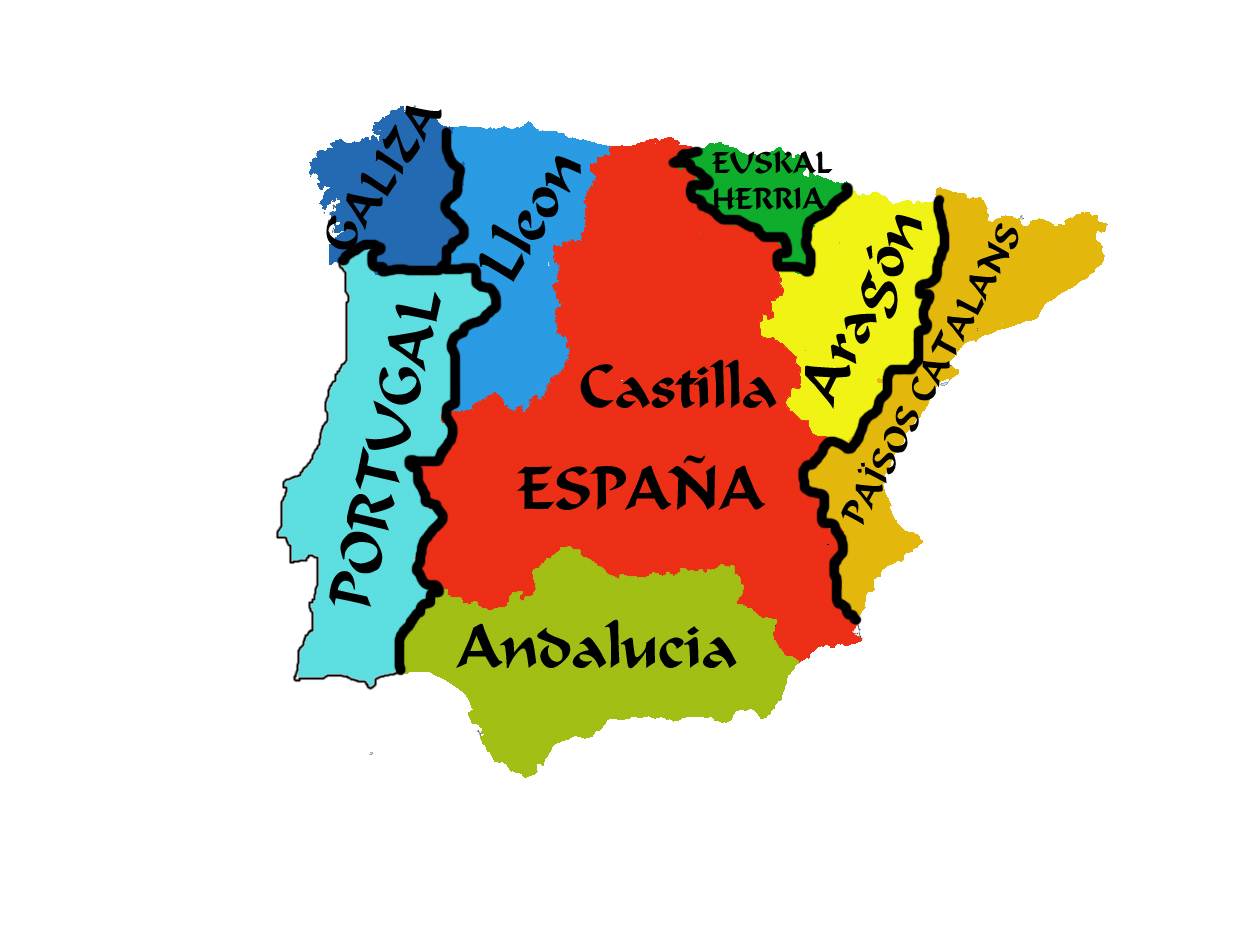
分離主義者が主張するイベリア半島の民族分布。この論に立つ場合、スペイン人は諸民族の大部分を統合する概念となる。

カスティーリャ人 (castellanos) は、イベリア半島中北部に居住する民族で、以下の二つの定義を持つ。
- カスティーリャ民族に帰属すると考えている人。
- カスティーリャ語を母語とする人。

## 概要

### 歴史
スペインの建国はカスティーリャ人の王国（カスティーリャ王国）によって果たされた。従ってスペイン人という概念は実質、カスティーリャ文化に異民族を同化させることと同義だった。しかし異民族は無論のこと、当のカスティーリャ人にも余所者を含む「スペイン人」という概念に帰属心を持たない人々がおり、彼らは自分たちを依然としてカスティーリャ人であると考えている。
こうした傾向は旧カスティーリャ王国領（歴史的領域としてのカスティーリャ）の住民間で顕著であるが、どのぐらいの住民がこうした帰属心を持つのかについては議論がある。